# British Academy Film Awards 1955
Die 8. Verleihung der British Academy Film Awards zeichnete die besten Filme von 1954 aus. 
| Film                        | N | A |
| --------------------------- | - | - |
| Das geteilte Herz           | 6 | 3 |
| Herr im Haus bin ich        | 5 | 1 |
| Major Carrington            | 5 | 0 |
| Aber, Herr Doktor…          | 4 | 1 |
| Die Faust im Nacken         | 3 | 1 |
| Die jungen Liebenden        | 3 | 2 |
| Flammen über Fernost        | 3 | 0 |
| Oller Kahn mit Größenwahn   | 3 | 0 |
| Romeo und Julia             | 3 | 0 |
| Brot, Liebe und Fantasie    | 2 | 0 |
| Die Caine war ihr Schicksal | 2 | 0 |
| Die Intriganten             | 2 | 0 |
| Glück auf Raten             | 2 | 0 |
| Terror in Block 11          | 2 | 0 |
| Wolken sind überall         | 2 | 0 |

## Preisträger und Nominierungen

### Bester Film
Lohn der Angst (Le Salaire da la peur) – Regie: Henri-Georges Clouzot
Aber, Herr Doktor… (Doctor in the House) – Regie: Ralph Thomas
Brot, Liebe und Fantasie (Pane, amore e fantasia) – Regie: Luigi Comencini
Das Fenster zum Hof (Rear Window) – Regie: Alfred Hitchcock
Das geteilte Herz (The Divided Heart) – Regie: Charles Crichton
Das Höllentor (Jigokumon) – Regie: Teinosuke Kinugasa
Die Caine war ihr Schicksal (The Caine Mutiny) – Regie: Edward Dmytryk
Die Faust im Nacken (On the Waterfront) – Regie: Elia Kazan
Die Intriganten (Executive Suite) – Regie: Robert Wise
Eine Braut für sieben Brüder (Seven Brides for Seven Brothers) – Regie: Stanley Donen
Flammen über Fernost (The Purple Plain) – Regie: Robert Parrish
Glück auf Raten (For Better, for Worse) – Regie: J. Lee Thompson
Herr im Haus bin ich (Hobson's Choice) – Regie: David Lean
Major Carrington (Carrington V.C.) – Regie: Anthony Asquith
Oller Kahn mit Größenwahn (The Maggie) – Regie: Alexander Mackendrick
Robinson Crusoe – Regie: Luis Buñuel
Romeo und Julia (Giulietta e Romeo) – Regie: Renato Castellani
Terror in Block 11 (Riot in Cell Block 11) – Regie: Don Siegel
Wie angelt man sich einen Millionär? (How to Marry a Millionaire) – Regie: Jean Negulesco
Wolken sind überall (The Moon is Blue) – Regie: Otto Preminger

### Bester britischer Film
Herr im Haus bin ich (Hobson's Choice) – Regie: David Lean
Aber, Herr Doktor… (Doctor in the House) – Regie: Ralph Thomas
Das geteilte Herz (The Divided Heart) – Regie: Charles Crichton
Die jungen Liebenden (The Young Lovers) – Regie: Anthony Asquith
Flammen über Fernost (The Purple Plain) – Regie: Robert Parrish
Glück auf Raten (For Better, for Worse) – Regie: J. Lee Thompson
Major Carrington (Carrington V.C.) – Regie: Anthony Asquith
Oller Kahn mit Größenwahn (The Maggie) – Regie: Alexander Mackendrick
Romeo und Julia (Giulietta e Romeo) – Regie: Renato Castellani

### United Nations Award
Das geteilte Herz (The Divided Heart) – Regie: Charles Crichton
Eine Handvoll Frieden (A Time Out of War) – Regie: Denis Sanders

### Bester ausländischer Darsteller
Marlon Brando – Die Faust im Nacken (On the Waterfront) 
Neville Brand – Terror in Block 11 (Riot in Cell Block 11)
José Ferrer – Die Caine war ihr Schicksal (The Caine Mutiny)
Fredric March – Die Intriganten (Executive Suite)
James Stewart – Die Glenn Miller Story (The Glenn Miller Story)

### Beste ausländische Darstellerin
Cornell Borchers – Das geteilte Herz (The Divided Heart) 
Shirley Booth – About Mrs. Leslie
Judy Holliday – Eine glückliche Scheidung (Phffft)
Grace Kelly – Bei Anruf Mord (Dial M for Murder)
Gina Lollobrigida – Brot, Liebe und Fantasie (Pane, amore e fantasia)

### Bester britischer Darsteller
Kenneth More – Aber, Herr Doktor… (Doctor in the House) 
Maurice Denham – Flammen über Fernost (The Purple Plain)
Robert Donat – Lease of Life
John Mills – Herr im Haus bin ich (Hobson's Choice)
David Niven – Major Carrington (Carrington V.C.)
Donald Wolfit – Svengali

### Beste britische Darstellerin
Yvonne Mitchell – Das geteilte Herz (The Divided Heart) 
Brenda de Banzie – Herr im Haus bin ich (Hobson's Choice)
Audrey Hepburn – Sabrina (Sabrina Fair)
Margaret Leighton – Major Carrington (Carrington V.C.)
Noelle Middleton – Major Carrington (Carrington V.C.)

### Bester/beste Nachwuchsdarsteller/-in
David Kossoff – Die jungen Liebenden (The Young Lovers) 
Maggie McNamara – Wolken sind überall (The Moon is Blue)
Eva Marie Saint – Die Faust im Nacken (On the Waterfront)

### Bestes britisches Drehbuch
Robin Estridge, George Tabori – Die jungen Liebenden (The Young Lovers) 
Eric Ambler – Flammen über Fernost (The Purple Plain)
Wynyard Browne, David Lean, Norman Spencer – Herr im Haus bin ich (Hobson's Choice)
Renato Castellani – Romeo und Julia (Giulietta e Romeo)
René Clément, Hugh Mills – Liebling der Frauen (Monsieur Ripois)
Nicholas Phipps – Aber, Herr Doktor… (Doctor in the House)
William Rose – Oller Kahn mit Größenwahne (The Maggie)
Jake Wittingham – Das geteilte Herz (The Divided Heart)

### Bester Dokumentarfilm
Das große Abenteuer (Det stora äventyret) – Regie: Arne Sucksdorff
Lekko! – Regie: Unbekannt
The Back of Beyond – Regie: John Heyer
Thursday’s Children – Regie: Lindsay Anderson, Guy Brenton

### Bester Animationsfilm
Song of the Prairie (Árie prérie) – Regie: Jiří Trnka
Little Brave Heart – Regie: Unbekannt
Power to Fly – Regie: Unbekannt
A Unicorn in the Garden – Regie: William T. Hurtz
3-2-1-Zero – Regie: Unbekannt